# 1678 w muzyce

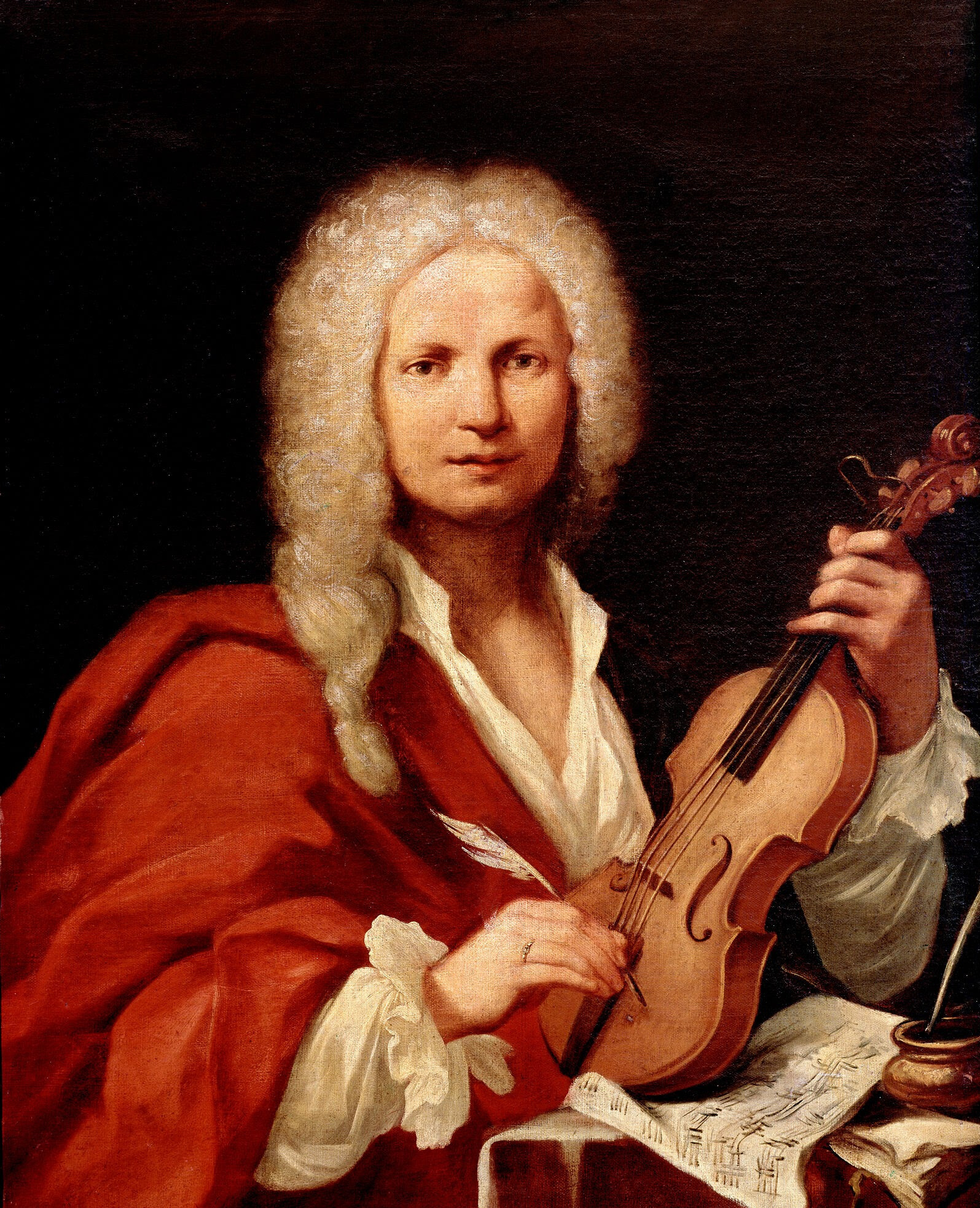
Antonio Vivaldi

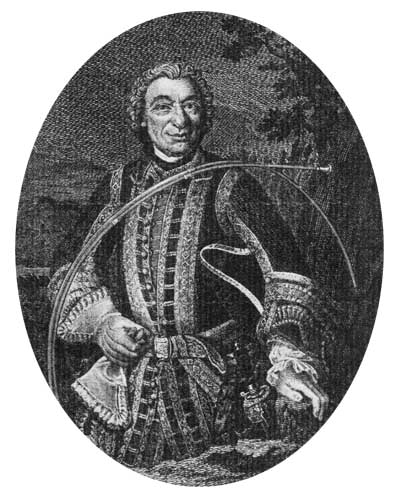
Marc-Antoine, markiz de Dampierre

Wydarzenia muzyczne w 1678 roku.

## Urodzili się
- 4 marca – Antonio Vivaldi, włoski ksiądz i kompozytor (zm. 1741[1][2])
- 20 maja – Marc-Antoine de Dampierre, francuski arystokrata, kompozytor i wojskowy (zm. 1756[3])
- 30 grudnia – William Croft, brytyjski kompozytor i organista (ur. 1727)

## Zmarli
- 18 listopada – Giovanni Maria Bononcini, włoski skrzypek i kompozytor[4].